# Apeadeiro de Alegria
O apeadeiro de Alegria é uma interface da Linha do Douro, que serve a localidade de Alegria, no concelho de Carrazeda de Ansiães, em Portugal.

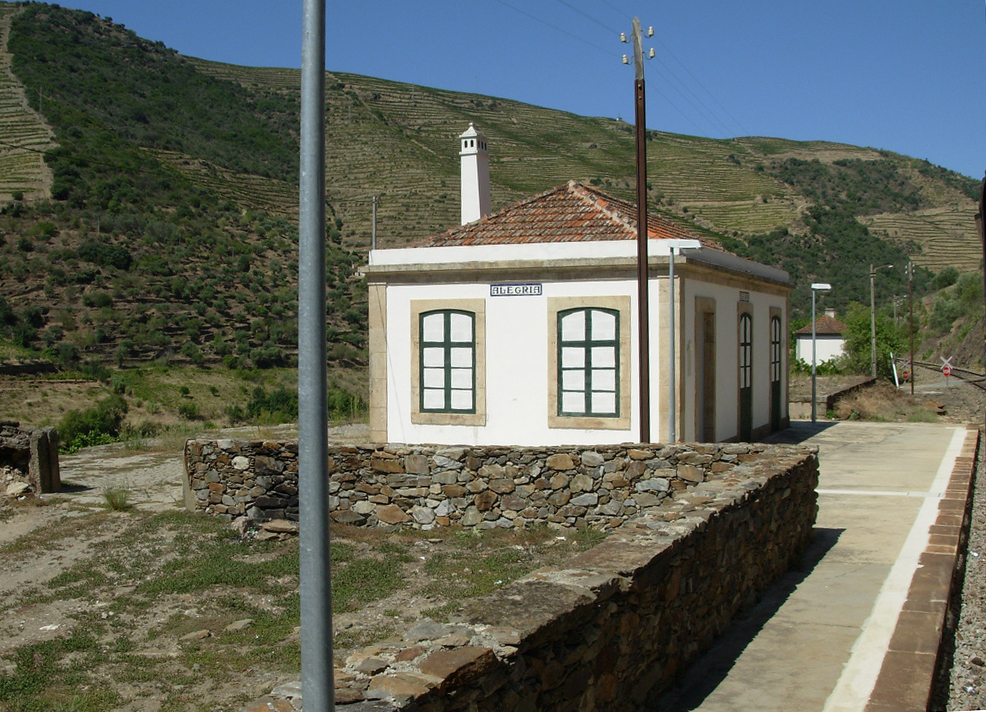
Apeadeiro de Alegria, em 2006.

## Descrição

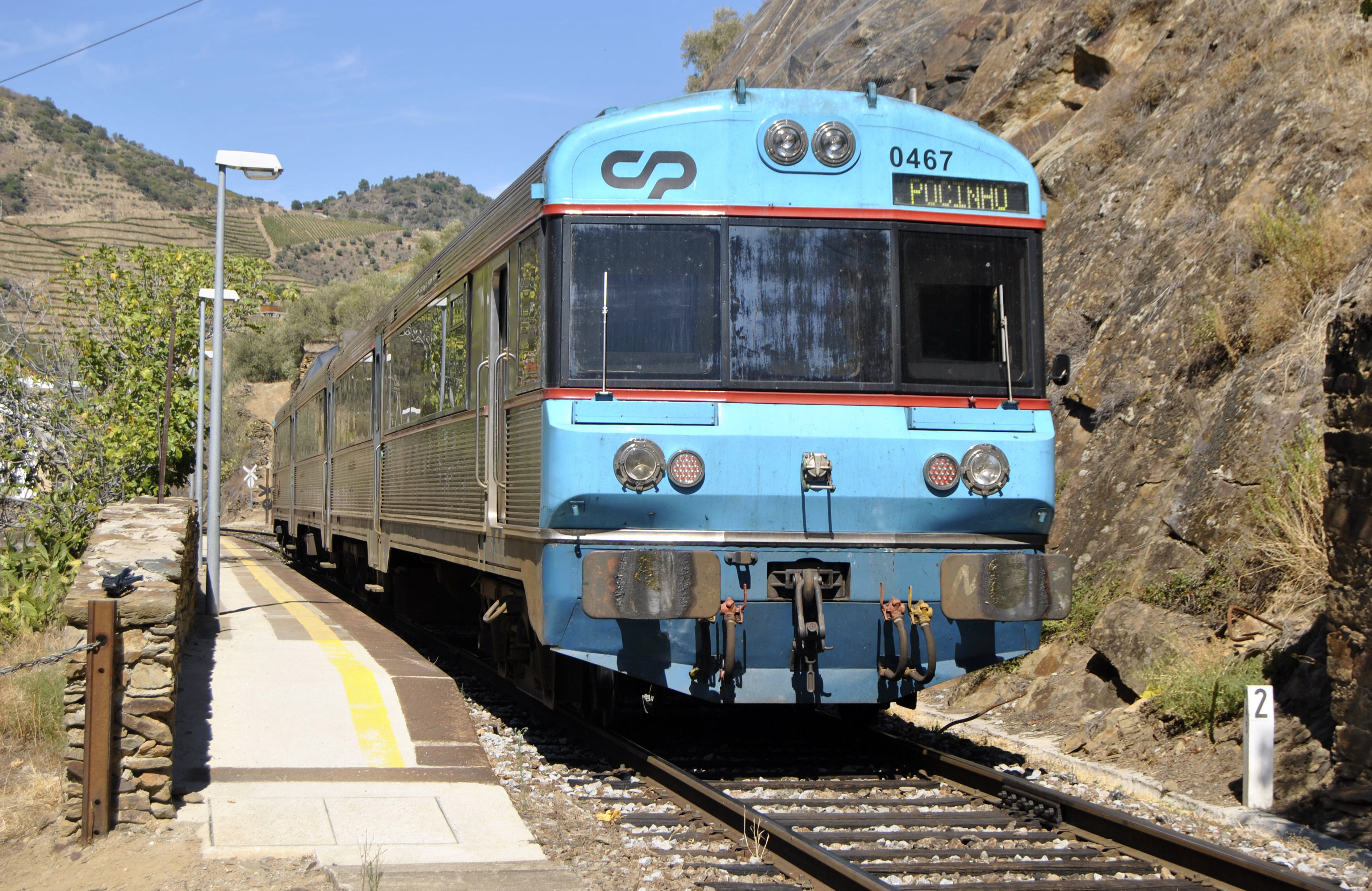
Comboio InterRegional (automotora tipo 0450) no apeadeiro de Alegria, em 2012.

### Localização e acessos
A estação situa-se junto à mergem direita (nordeste) do Rio Douro, sendo Carrapatosa a povoação mais próxima, situada a mais de quatro quilómetros, mormente via EM633 e com declive apreciável.

### Infraestrutura
O edifício de passageiros situa-se do lado sul da via (lado direito do sentido ascendente, a Barca d’Alva). Como apeadeiro numa linha de via única, esta interface tem uma só plataforma, que tem 73 m de comprimento e 30 cm de altura.

### Serviços
Em dados de 2023, esta interface é servida por comboios de passageiros da C.P. de tipos regional e inter-regional, com seis circulações diárias em cada sentido, entre Pocinho e Régua ou Porto-Campanhã ou Porto - São Bento.

## História
Este apeadeiro situa-se no lanço da Linha do Douro entre Tua e Pocinho, que abriu à exploração em 10 de Janeiro de 1887.